# Deutzer Weiher

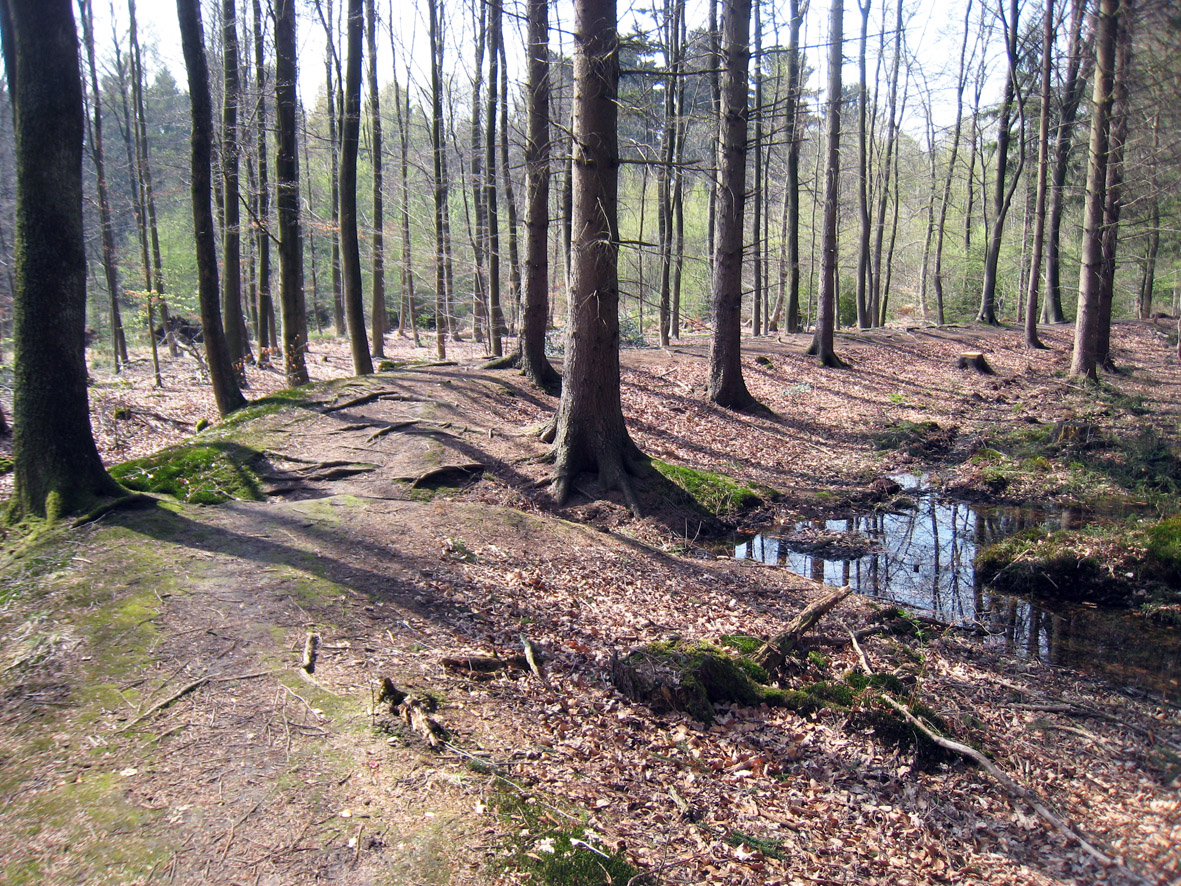
Teil einer Wallanlage der Deutzer Weiher

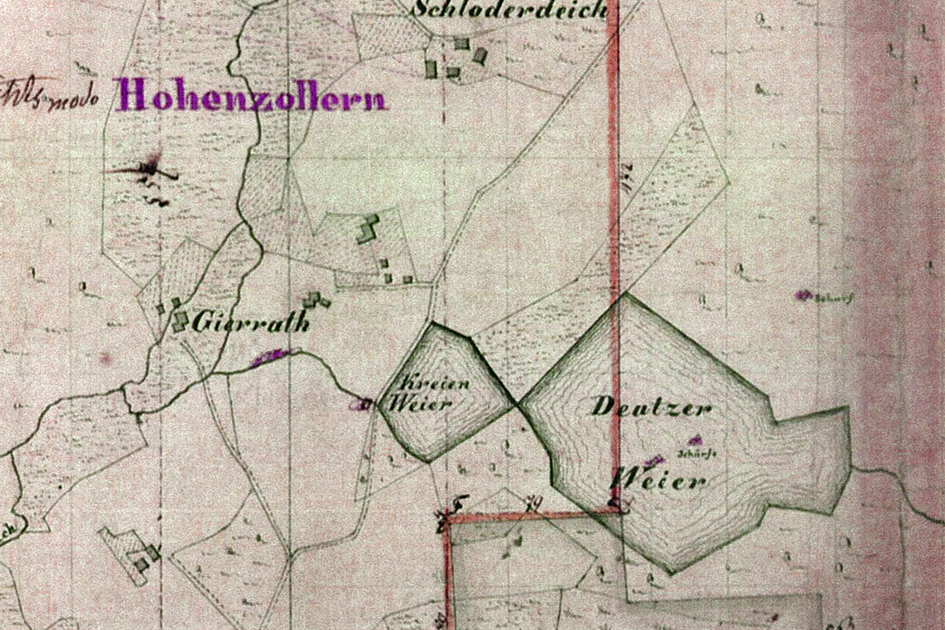
Auszug aus dem Verleihungsriss der Grube Hohenzollern mit Lage und Ausmaßen der Deutzer Weiher

Die Deutzer Weiher – alte Schreibweise Deutzer Weier – waren mittelalterliche Fischweiher der Abtei Deutz. Sie liegen im Ortsteil Gierath des Stadtteils Gronau von Bergisch Gladbach östlich von der Straße Gierather Wald. Der hier von Südwest nach Nordost verlaufende Wanderweg, der von einem schmalen Bächlein begleitet wird, wurde auf dem westlichen Abschlussdamm der Teiche gebaut. Es waren 11 Teiche, die um 1200 auf einer etwa 300 × 300 m großen Fläche erbaut wurden. Gespeist wurden die Weiher vom Hasselbach.
Man kann heute noch die Umrisse anhand der alten Dämme erkennen, die teilweise zerstört wurden. Sie liegen in dem 189 ha großen Naturschutzgebiet Gierather Wald.

## Bodendenkmal
Die Deutzer Weiher wurden unter Nr. 4 in die Liste der Bodendenkmäler in Bergisch Gladbach eingetragen. Der Rheinisch-Bergische Kreis führt sie als Bodendenkmal Nr. 10.

## Bergbau
In der Mitte des 19. Jahrhunderts wurde im Bereich der Deutzer Weiher Bergbau im Tagebau auf Eisen betrieben. Dabei handelte es sich um die Grube Habsburg und um die Grube Hohenzollern.